# Ségrégation (matériau)
Pour les articles homonymes, voir Ségrégation.
En métallurgie, la ségrégation est l’enrichissement en certains atomes, ions ou molécules d'un alliage dans une région spécifique du matériau dont la taille peut aller de quelques nanomètres à plusieurs microns ; c'est donc la séparation partielle de diverses parties homogènes d’un alliage  et la formation d’hétérogénéité dans sa composition chimique qui se produit lors de son refroidissement par solidification ou lors d'un traitement thermique.
Bien que les termes ségrégation et adsorption sont essentiellement synonymes, en pratique, la ségrégation est souvent utilisée pour décrire le rassemblement d'atomes autour des défauts d'un matériau , alors que l'adsorption est généralement utilisée pour décrire la fixation des atomes, ions ou molécules sur une surface solide depuis une phase gazeuse ou liquide.
Dans les solides polycristallins, la ségrégation se produit aux défauts cristallographiques tels que : les dislocations, les joints de grains, les failles d'empilement ou l'interface entre deux phases.
La ségrégation a plusieurs conséquences pratiques, allant de la formation de bulles de savon à l'ingénierie microstructurale en science des matériaux, à la stabilisation des suspensions colloïdales.

## Histoire
À l'équilibre, la ségrégation est le désordre du réseau aux interfaces, où il existe des sites d'énergie différents de ceux à l'intérieur du réseau auxquels les atomes du soluté peuvent se déposer. Selon les statistiques de la thermodynamiques et pour minimiser l’énergie libre du système, les atomes du soluté se séparent à l'interface ou à la surface. Ce genre de partition des atomes entre le joint de grains et le réseau a été prédit par McLean en 1957.
La ségrégation hors équilibre, théorisée par Westbrook en 1964, est le résultat du couplage de solutés avec des lacunes qui se déplacent vers les puits de joint de grains durant la trempe ou l'application de contraintes. Elle peut également se produire à la suite d'un empilement de soluté à une interface mobile.
Il y a deux caractéristiques principales de la ségrégation hors équilibre, par lesquelles il est plus facile de distinguer la ségrégation à l'équilibre. Dans le non-équilibre, l'amplitude de la ségrégation augmente avec l'augmentation de la température et l'alliage peut être homogénéisé sans extinction car son état d'énergie le plus bas correspond à une distribution uniforme de soluté. En revanche, l'état ségrégé à l'équilibre, par définition, est l'état d'énergie le plus bas dans un système, et le degré de la ségrégation diminue avec l'augmentation de la température.

## Problématique
La ségrégation est souvent à l’origine de certains défauts tels que la crique à chaud et les microretassures. Elle peut être aussi associée à des phénomènes de précipitations tel que les carbures, les eutectiques, et les sulfures. Elle engendre aussi dans certains cas une augmentation de l’intervalle de solidification par la présence de poches encore liquide au-dessous de la température du solidus, ce
qui peut favoriser des ruptures au niveau de ces zones en fin de solidification. Elle engendre aussi une baisse des propriétés mécaniques : résilience, résistance à la rupture, limite élastique. Ceci est prévisible du fait de la forte corrélation entre les propriétés mécaniques et l’homogénéité de la structure.
La ségrégation aux joints de grains, par exemple, peut entraîner une rupture des joints comme le résultat d'une fragilité de la trempe (métallurgie), fragilisation de fluage, fissuration en relaxation, fragilisation par l'hydrogène, fatigue assistée par l'environnement, corrosion de joint de grains, et certains types de fissurations par corrosion intergranulaire. La ségrégation aux joints de grains peut également affecter leurs taux de migration respectifs, et affecte donc la frittabilité, ainsi que la diffusivité des joints de grains (bien que parfois ces effets puissent être utilisés avantageusement). 
Un domaine d'étude très intéressant et important des processus de ségrégation des impuretés est celui de l'AES des joints de grains des matériaux. Cette technique comprend la fracturation en traction d'échantillons spéciaux directement à l'intérieur de la chambre UHV du spectromètre électronique Auger qui a été développé par Ilyin,.
La ségrégation aux surfaces libres a également des conséquences importantes impliquant la pureté des échantillons métallurgiques. En raison de la ségrégation favorable de certaines impuretés à la surface du matériau, une très faible concentration d'impureté dans la masse de l'échantillon peut conduire à une couverture très importante de l'impureté sur une surface clivée de l'échantillon. Dans les applications où une surface ultrapure est nécessaire (par exemple, dans certaines applications de nanotechnologie), la séparation des impuretés aux surfaces nécessite une pureté du matériau en vrac beaucoup plus grande ce qui serait nécessaire si les effets de ségrégation n'existaient pas.
Bien que les problèmes de rupture intergranulaire mentionnés ci-dessus soient parfois graves, ils sont rarement la cause de majeures défaillances de service (dans les aciers de construction, par exemple), car des marges de sécurité appropriées sont incluses dans les conceptions. Peut-être la plus grande inquiétude est qu'avec le développement de nouvelles technologies et des matériaux avec des propriétés mécaniques nouvelles et plus étendues, et avec la croissance des impuretés dans les compositions due au recyclage des matériaux, nous pouvons voir la rupture intergranulaire dans des matériaux et des situations non vues encore. Ainsi, une meilleure compréhension de tous les mécanismes de la ségrégation pourrait mener à la maîtrise de ces effets à l'avenir. Des potentiels de modélisation, des travaux expérimentaux et de nombreuses théories sont encore en cours d'élaboration pour expliquer ces mécanismes de ségrégation pour des systèmes de plus en plus complexes.

## Les phénomènes de ségrégation
Les produits moulés, surtout s'ils sont bruts de fonderie, présentent des hétérogénéités chimiques appelées ségrégations. On distingue à l'échelle dendrite ou microscopique la microségrégation dite aussi ségrégation mineure (dendritique ou intergranulaire), à l'échelle macroscopique la macroségrégation dite aussi ségrégation majeure et entre les deux échelles la mésoségrégation. Ces ségrégations sont causées par la solidification. Par exemple, dans le cas des aciers, alliage fer-carbone, lors de la solidification, le premier élément à cristalliser est l'élément majoritaire qui est le fer et l'élément minoritaire ici le carbone tend à rester piégé dans les régions liquides qui se solidifient en dernier, si bien que l'alliage présente, aux échelles micro et macroscopique, des régions ségrégées en carbone.

### Microségrégation ou ségrégation mineure
Cette ségrégation se produit à l'échelle de la microstructure qui se forme, elle est souvent constituée de dendrites ayant des espacements de bras de l'ordre de 10-100 μm. Elle est donc appelée une microségrégation ou ségrégation mineure, et conduit à une distribution non uniforme du soluté au centre des bras dendritiques.
La microségrégation est causée par la redistribution du soluté durant la solidification, comme le soluté est rejeté dans le liquide. Sa cause fondamentale est la différence entre la solubilité à l'équilibre thermodynamique des éléments d'alliage dans les différentes phases qui coexistent dans la région détrempée pendant la solidification. Ceci est associé avec l'incapacité de la diffusion à l'état solide de retourner complètement la composition à son état constant d'équilibre une fois la solidification est finie, dû aux durées de temps limitées et aux faibles coefficients de diffusion impliqués.

### Mésoségrégation
Tous les lingots ou les produits de coulée continue, peuvent présenter des ségrégations à une échelle intermédiaire entre celle des dendrites ou celle du produit pourvu qu'ils soient d'une taille suffisamment importante (100 mm ou plus). Ce sont les ségrégations localisées ou mésoségrégations. Les zones ségrégées sont caractérisées par une forme allongée dont la dimension étroite est de l'ordre de 10 mm, dans laquelle la composition locale a subi une variation brutale.
Il y a trois catégories de mésoségrégations : 
- Ségrégation en A : dite veines sombres à cause de son aspect sur la section verticale, de sa disposition en couronnes tronconiques à partir de la tête du lingot à la limite de la zone colonnaire.
- Ségrégation en V : localisée dans la zone équiaxe au centre du lingot.
- Ségrégation en canaux : se manifeste par de simples taches rondes lorsque la coupe l'est perpendiculaire.

### Macroségrégation ou ségrégation majeure
La macroségrégation est la variation dans la composition qui se produit dans des moulages ou des lingots d'alliage sur une échelle
de plusieurs millimètres en centimètres ou même en mètres. Ces variations de composition ont un impact négatif sur le comportement et les propriétés des produits moulés et peuvent conduire à leur rejet. La macroségrégation est présente dans pratiquement tous les processus de coulée, y compris la coulée continue, le lingot et la coulée de forme des alliages d'aluminium et d'aciers, la coulée du fer, la coulée de superalliages monocristallins, la coulée semi-solide et même la croissance de cristaux semi-conducteurs. En raison de la faible diffusivité des solutés à l'état solide et les grandes distances présentes, la macroségrégation ne peut être atténuée par le traitement de la coulée une fois la solidification terminée.
La cause de la macroségrégation est le mouvement ou l'écoulement relatif du liquide et du solide ségrégé pendant la solidification. La plupart des éléments d'alliage ont une plus faible solubilité dans la phase solide que dans la phase liquide.
Considérons maintenant un petit élément de volume qui contient plusieurs bras de dendrites et le liquide entre eux, c'est-à-dire un élément à l'intérieur de la zone liquide-solide (détrempée). L'écoulement d'un liquide riche en soluté ou le mouvement d'un solide pauvre en soluté dans ou en dehors de l'élément volumique va modifier la composition moyenne de l'élément volumique en l'écartant de la composition nominale. Puisque le soluté peut être avancé sur de grandes distances, la macroségrégation aura lieu. La ségrégation positive (resp. négative) fait référence aux compositions ci-dessus (resp. ci-dessous)[pas clair] de la composition nominale de l'alliage, et toutes les moyennes de la macroségrégation sont nulles sur l'ensemble de la coulée. Ce phénomène est lié donc à l'existence d'un gradient thermique dans le lingot et au fait que la solidification n'est pas simultanée en tout point. Les zones solidifiées en dernier ont tendance à s'enrichir en éléments qui augmentent la fusibilité.
Les efforts faits pour limiter la macroségrégation sont tous destinés à contrôler l'écoulement du fluide et les mouvements du solide. Des exemples comprennent des modifications de la composition de l'alliage ou des gradients thermiques pour établir une stratification de densité stable dans le liquide; l'application de matériaux poreux ou de champs électromagnétiques pour redistribuer
le flux; déformation contrôlée telle que la réduction douce pendant la coulée continue de l'acier pour serrer le liquide hautement enrichi loin de l'axe des dalles; et des modifications de la structure des grains pour modifier la résistance à l'écoulement à travers le réseau solide ou la prévalence des grains équiaxes.
Les modèles de macroségrégation visent généralement à comprendre les mécanismes de base impliqués, à prédire quantitativement leur occurrence et leur gravité, et à effectuer des études paramétriques pour le processus de coulée.
Quelques modèles sont par nature très complexes et nécessitent de grandes ressources de calcul, car ils doivent considérer pratiquement tous les aspects d'un processus de solidification simultanément.  Les phénomènes à considérer comprennent le transfert de chaleur, le transport de solutés, l'écoulement de fluide, le mouvement de solide à l'échelle (macroscopique) de la coulée, ainsi que l'équilibre de phase, formation de la structure, ségrégation et écoulement à diverses échelles microscopiques. Tous les facteurs qui affectent l'écoulement et la microstructure influenceront également la macroségrégation.
Bien que ces modèles aient atteint un haut niveau de sophistication, il existe encore plusieurs phénomènes de macroségrégation qui n'ont pas été adéquatement prédits, et l'application de tels modèles aux alliages multicomposants et aux géométries tridimensionnelles complexes rencontrées dans la pratique industrielle ne fait que commencer.

## Théories de ségrégation
Plusieurs théories décrivent la ségrégation à l'équilibre dans les matériaux. Les théories d'adsorption pour l'interface solide-solide et la surface solide-vide sont des analogues directs de théories bien connues dans le domaine de l'adsorption de gaz sur les surfaces libres des solides.

### Théorie de Langmuir-McLean pour la ségrégation interfaciale dans les systèmes binaires
La ségrégation interfaciale comporte deux types de ségrégations intergranulaire pour les joints de grains et superficielle pour les surfaces, cette théorie est la plus ancienne spécifiquement pour les joints de grains, dans laquelle McLean utilise un modèle de P atomes de soluté distribués au hasard parmi N sites de réseau et p atomes de soluté distribués au hasard parmi n sites de joints de grains indépendants. L'énergie libre totale due aux atomes de soluté est alors:
{\displaystyle G=pe+PE-kT[\ln(n!N!)-\ln(n-p)!p!(N-P)!P!]}
où E et e sont des énergies de l'atome de soluté dans le réseau et dans les joints de grains, respectivement et le terme kln représente l'entropie configurationnelle de l'arrangement des atomes de soluté dans la masse et les joints de grains. McLean a utilisé la mécanique statistique de base pour trouver la fraction de la monocouche de ségrégant,{\displaystyle X_{b}}, à laquelle l'énergie du système a été minimisée (à l'équilibre thermodynamique), en différenciant G par rapport à p, et en notant que la somme de p et P est constante. Ici, l'analogue des joints de grains de l'adsorption de Langmuir sur les surfaces libres devient:
{\displaystyle {\frac {X_{b}}{X_{b}^{0}-X_{b}}}={\frac {X_{c}}{1-X_{c}}}\exp } {\displaystyle \left({\frac {-\Delta \,G}{RT}}\right)}
Ici, {\displaystyle X_{b}^{0}}, est la fraction de la monocouche de joints de grains disponible pour les atomes ségrégués à la saturation, {\displaystyle X_{b}} est la fraction réelle du ségrégant, {\displaystyle X_{c}} est la fraction molaire de soluté en masse, et {\displaystyle \Delta \,G} est l'énergie libre de ségrégation par mole de soluté.
Les valeurs de {\displaystyle \Delta \,G} ont été estimées par McLean en utilisant l'énergie de déformation élastique, {\displaystyle E_{el}}, émis par la ségrégation des atomes de soluté. L'atome de soluté est représenté par une sphère élastique fixé dans un trou sphérique dans un continuum de matrice élastique. L'énergie élastique associée à l'atome de soluté est donnée par:
{\displaystyle E_{el}={\frac {24\pi \,\mathrm {K} \,\mu \,_{0}r_{0}(r_{1}-r_{0})^{2}}{3\mathrm {K} \,+4\mu \,_{0}}}}
où {\displaystyle \mathrm {K} \,} est le module de masse de soluté, {\displaystyle \mu \,_{0},} est le module de cisaillement de la matrice, {\displaystyle r_{0},} et {\displaystyle r_{1},} sont les rayons atomiques de la matrice et des atomes d'impuretés, respectivement. Cette méthode donne des valeurs correctes au sein d'un facteur de deux (par rapport aux données expérimentales pour la ségrégation des joints de grains), mais une plus grande précision est obtenue en utilisant la méthode de Seah et Hondros, décrite dans la partie suivante.

### Energie libre de la ségrégation intergranulaire dans un système binaire
En utilisant la théorie BET (la théorie de l'adsorption de gaz développée par Brunauer, Deming et Teller), Seah et Hondros ont écrit l'analogue à l'état solide comme :
{\displaystyle {\frac {X_{b}}{X_{b}^{0}-X_{b}}}={\frac {X_{c}}{X_{c}^{0}}}\exp } {\displaystyle \left({\frac {-\Delta \ G'}{RT}}\right)}
où {\displaystyle \Delta \,G=\Delta \,G'+\Delta \,G_{sol}}
{\displaystyle X_{c}^{0}} est la solubilité solide qui est connue pour de nombreux éléments. Dans la limite diluée, une substance légèrement soluble a {\displaystyle X_{c}^{0}=\exp \left({\frac {\Delta \,G_{sol}}{RT}}\right)}, donc l'équation ci-dessus réduit celle trouvée avec la théorie de Langmuir-McLean. Cette équation n'est valable que pour {\displaystyle X_{c}\leq X_{c}^{0}}. S'il y a un excès de soluté de telle sorte qu'une deuxième phase apparaît, le contenu en soluté est limité à {\displaystyle X_{c}^{0}} et l’équation devient :
{\displaystyle {\frac {X_{b}}{X_{b}^{0}-X_{b}}}=\exp \left({\frac {-\Delta \,G'}{RT}}\right)}
Cette théorie de la ségrégation des joints de grains, dérivée de la théorie BET tronquée, fournit un excellent accord avec les données expérimentales obtenues par spectroscopie d'électrons Auger et d'autres techniques.

### Systèmes plus complexes
D'autres modèles existent pour modéliser des systèmes binaires plus complexes. Les théories ci-dessus fonctionnent sur l'hypothèse que les atomes ségrégés ne sont pas en interaction. Si, dans un système binaire, les atomes d'adsorbats adjacents ont une énergie d'interaction {\displaystyle \omega \,}, de sorte qu'ils peuvent s'attirer (quand {\displaystyle \omega \,} est négatif) ou se repousser (quand {\displaystyle \omega \,} est positif), l'analogue à l'état solide de la théorie d'adsorption de Fowler s’écrit comme:
{\displaystyle {\frac {X_{b}}{X_{b}^{0}-X_{b}}}={\frac {X_{c}}{1-X_{c}}}\exp \left[{\frac {-\Delta \,G-Z_{1}\omega \,{\frac {X_{b}}{X_{b}^{0}}}}{RT}}\right]}
Lorsque {\displaystyle \omega \,} est nul, cette théorie se réduit à celle de Langmuir et McLean. Cependant, comme {\displaystyle \omega \,} devient plus négatif, la ségrégation montre des augmentations de plus en plus brusques comme la température baisse jusqu'à ce que l'augmentation de la ségrégation soit discontinue à une certaine température.
Guttman, en 1975, a étendu la théorie de Fowler pour permettre des interactions entre deux espèces coségrégantes dans des systèmes multicomposants. Cette modification est essentielle pour expliquer le comportement de ségrégation qui entraîne les défaillances intergranulaires des matériaux d'ingénierie. Des théories plus complexes sont détaillées dans l'œuvre de Guttmann and McLean and Guttmann.

### Energie libre de la ségrégation superficielle dans un système binaire
L'équation de Langmuir-McLean pour la ségrégation, en utilisant le modèle de solution ordinaire pour un système binaire, est valable pour la ségrégation superficielle (bien que parfois l'équation peut être écrite en remplaçant {\displaystyle X_{b}} avec {\displaystyle X_{s}}). L'énergie libre de la surface est {\displaystyle \Delta \,G_{s}=\Delta \,H_{s}-T\Delta \,S}. L'enthalpie est donné par :
{\displaystyle -\Delta \,H_{s}=\gamma \,_{0}^{s}-\gamma \,_{1}^{s}-{\frac {2H_{m}}{ZX_{c}(1-X_{c})}}}{\displaystyle \left[Z_{1}(X_{c}-X_{s})+Z_{v}\left(X_{c}-{\frac {1}{2}}\right)\right]+{\frac {24\pi \,\mathrm {K} \,\mu \,_{0}r_{0}(r_{1}-r_{0})^{2}}{3\mathrm {K} \,+4\mu \,_{0}}}}
où {\displaystyle \gamma \,_{0}} et {\displaystyle \gamma \,_{1}} sont des énergies de matrice-surface sans et avec soluté, {\displaystyle H_{1}} est leur chaleur de mélange, Z et {\displaystyle Z_{1}} sont les nombres de coordination dans la matrice et à la surface, et {\displaystyle Z_{v}} est la coordinence pour les atomes de surface à la couche ci-dessous. Le dernier terme de cette équation est l'énergie de déformation élastique {\displaystyle E_{el}}, donnée ci-dessus, et est gouvernée par le désaccord entre le soluté et les atomes de la matrice. Pour les métaux solides, les énergies de surface dépendent de point de fusion. Le rapport d'enrichissement de ségrégation superficielle augmente lorsque la taille de l'atome de soluté est supérieure à la taille de l'atome de la matrice et lorsque le point de fusion du soluté est inférieur à celui de la matrice.
Une espèce gazeuse chimisorbée sur la surface peut également avoir un effet sur la composition de surface d'un alliage binaire. En présence d'une espèce thêta chimisorbée, il est proposé que le modèle de Langmuir-McLean soit valide avec l'énergie libre de la ségrégation superficielle donnée par {\displaystyle \Delta \,G_{chem}},
où {\displaystyle \Delta \,G_{chem}=\Delta \,G_{s}+(E_{B}-E_{A})\Theta \,}
{\displaystyle E_{A}} et {\displaystyle E_{B}} sont les énergies de chimisorption du gaz sur le soluté A et la matrice B. À des températures élevées, l'évaporation de la surface peut avoir lieu, provoquant une déviation de l'équation de McLean. À des températures plus basses, les ségrégations intergranulaire et superficielle peuvent être limitées par la diffusion des atomes de la masse à la surface ou à l'interface.

## Cinétique de ségrégation
Dans certaines situations où la ségrégation est importante, les atomes ségrégeants n'ont pas suffisamment de temps pour atteindre leur niveau d'équilibre tel que défini par les théories d'adsorption ci-dessus. La cinétique de la ségrégation devient un facteur limitant et doit également être analysée. La plupart des modèles cinétiques de la ségrégation existants suivent l'approche McLean. Dans le modèle de la ségrégation monocouche à l'équilibre, les atomes de solutés sont supposés ségréguer aux joints de grains de deux demi-cristaux infinis ou à une surface d'un demi-cristal infini. La diffusion dans les cristaux est décrite par les lois de Fick. Le rapport de la concentration du soluté dans la limite des grains à celui de la couche atomique adjacente de la masse est donné par un rapport d'enrichissement, {\displaystyle \beta }. La plupart des modèles supposent que {\displaystyle \beta } est une constante mais en pratique, cela n'est vrai que pour les systèmes dilués avec de faibles niveaux de ségrégation. Dans cette limite diluée, si {\displaystyle X_{b}^{0}} est une monocouche, {\displaystyle \beta } est donné comme {\displaystyle \beta ={\frac {X_{b}}{X_{c}}}={\frac {\exp \left({\frac {-\Delta \,G'}{RT}}\right)}{X_{c}^{0}}}}.
La cinétique de ségrégation peut être décrite comme l'équation suivante:
{\displaystyle {\frac {X_{b}(t)-X_{b}(0)}{X_{b}(\infty \,)-X_{b}(0)}}=1-\exp \left({\frac {FDt}{\beta \,^{2}f^{2}}}\right)}{\displaystyle {\text{erfc}}\left({\frac {FDt}{\beta \,^{2}f^{2}}}\right)^{\frac {1}{2}}}
Où {\displaystyle F=4} pour les joints de grains et 1 pour la surface libre, {\displaystyle X_{b}(t)} est le contenu limite de temps, {\displaystyle D} est la diffusivité en masse du soluté, {\displaystyle f} est lié aux tailles atomiques du soluté et de la matrice {\displaystyle b} et {\displaystyle a}, respectivement par {\displaystyle f=a^{3}b^{-2}}. Pour les temps courts, cette équation est approximée par:
{\displaystyle {\frac {X_{b}(t)-X_{b}(0)}{X_{b}(\infty \,)-X_{b}(0)}}={\frac {2}{\beta \,f}}{\sqrt {\frac {FDt}{\pi \,}}}={\frac {2}{\beta \,}}{\frac {b^{2}}{a^{3}}}{\sqrt {\frac {FDt}{\pi \,}}}}
En pratique, {\displaystyle \beta } n'est pas une constante mais un produit de ségrégation dû à la saturation. Si {\displaystyle \beta } commence élevé et diminue rapidement une fois la ségrégation se sature, l'équation ci-dessus est valide jusqu'au point de saturation.